# Luis de Centellas
Luis de Centellas fue un alquimista español que vivió en el siglo XVI.

## Biografía
Se sabe que vivía Luis de Centellas en el año 1552 en Valencia, en cuya época era ya un hombre de edad muy avanzada, y José Amador de los Ríos en su obra Historia crítica de la literatura española afirma que el autor del poema sobre la piedra filosofal que insertó Firanti entre sus obras, desfigurando el lenguaje, era fruto de Centellas y sus versos del todo diferentes de lo que pudiera llamarse segunda parte del Libro del Tesoro, y contiene varios extractos de las obras de Ramon Llull, Arnau de Vilanova y otros sabios medievales.

## Obra
- Cartas al Dr. Manresa sobre la ciencia oculta y Piedra Filosofal
- Coplas sobre la piedra filosofal, 28 octavas de arte mayor.
- Piedra Filosofal, en curiosas octavas.